# パンケーキスワップ
パンケーキスワップ（英：PancakeSwap）とは、暗号資産の交換や運用に利用される分散型取引所（Decentralized Exchange）の1つである。
主にBNB Smart Chain（旧：Binance Smart Chain）上の暗号資産同士の交換取引を、スマート・コントラクトを介して自動で処理する。2023年10月時点では、BNB Smart Chain上の分散型取引所の中で最も預け入れ金額（TVL）が多く、24時間の取引金額も最も大きい。
独自のガバナンストークンとして、暗号資産CAKE（ケーキ）が存在する。
リリース当初は、独自のガバナンストークンSyrup（シロップ）が存在していたが、2020年11月3日にコントラクトに脆弱性が見つかり、現在ガバナンス機能はCAKEに統合されている。

## 歴史
パンケーキスワップは、海外仮想通貨取引所Binanceの支援を受けながら、2020年9月に匿名の開発者によってBinance Smart Chain（現：BNB Smart Chain）上でリリースされた。その後、パンケーキスワップのバージョン2であるV2が2021年4月23日にリリース。そして、ユニスワップV3のソースコードのビジネスライセンス（BLS）が4月1日に切れた後、オープンソースとして公開されたプログラムコードを基に、2023年5月5日にパンケーキスワップV3がリリースされた。パンケーキスワップV3では、ユニスワップV3と同様に価格範囲を指定した流動性の提供が可能となっている。

## 概要
パンケーキスワップは主にBNB Smart Chain上で利用される分散型取引所である。
暗号資産の交換取引や流動性の提供に関する基本的なプロトコルの仕様はユニスワップと同様となっているが、流動性提供の対価として、利用者の暗号資産交換時の手数料だけでなく、独自のガバナンストークンCAKEが付与される点に特徴がある。
また、2020年10月23日にはパンケーキスワップ上でCAKEを消費して宝くじに挑戦できる「Lotterty（宝くじ）」がリリースされており、当選するとジャックポット内のCAKEの一部を賞金として受け取ることができる。